# Thamala natuna
Thamala natuna är en fjärilsart som beskrevs av Hans Fruhstorfer 1904. Thamala natuna ingår i släktet Thamala och familjen juvelvingar. Inga underarter finns listade i Catalogue of Life.